# Dervan

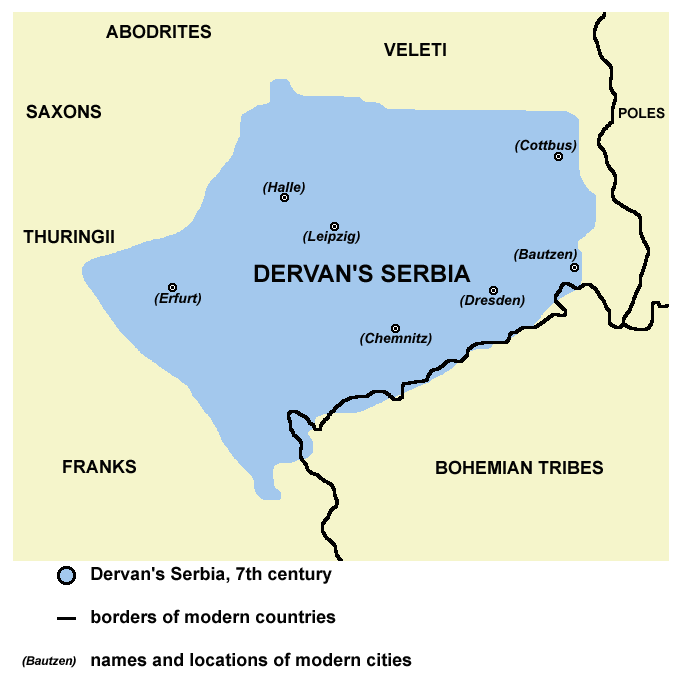
Rozloha Dervanova území (modře)

Dervan (latinsky Dervanus; 590? – 636) byl v 7. století kníže Lužických Srbů.
Dle byzantského císaře Konstantina VII. Porfyrogenneta byl Dervan bratrem neznámého srbského prince. Srbský historik Tibor Živković se domníval, že migrace Srbů mohla proběhnout mezi lety 629–632, ještě předtím, než se Dervan připojil k Sámovi.
Dervan je zmíněn v latinsky psané Fredegarově kronice jako „dux gente Surbiorum que ex genere Sclavinorum“ (vládce srbského lidu z národa slovanského). Je prvním vládcem srbského kmene, jehož jméno se dochovalo. Fredegarova kronika o něm nejprve píše jako o vévodovi podřízeném Frankům, poté je zaznamenáno jeho spojení se Sámem v kmenovém svazu. Po porážce franského krále Dagoberta I. v bitvě u Wogastisburgu roku 631 nebo 632 se Dervan odloučil od Franků a podrobil se Sámovi.
| „                     | Též Dervan, vévoda národnosti Srbů, kteří byli z národnosti Slovanů a již jednou se kdysi přiklonili ke království Franků, dal se se svými [lidmi] pod ochranu království Sámova. | “ |
| — Fredegarova kronika | |   |

 Dervan následovně společně se Sámem bojoval proti Frankům. Fredegarovy záznamy vypovídají o tom, že Dervan a jeho lid žil na východ od řeky Sály. Zmínka o Dervanovi k roku 631/632 je rovněž první písemné potvrzení o přítomnosti Slovanů na sever od Krušných hor.
Dervan bojoval v letech 631–634 také proti Durynkům, byl však nakonec v roce 636 poražen Radulfem, správcem Durynska.